# Torrecilla del Rebollar
Torrecilla del Rebollar – gmina w Hiszpanii, w prowincji Teruel, w Aragonii, o powierzchni 63,45 km². W 2011 roku gmina liczyła 142 mieszkańców.